# اختطاف كنكارا
اختطاف كنكارا خلال مساء يوم 11 ديسمبر 2020، تم اختطاف أكثر من 300 تلميذ من مدرسة داخلية ثانوية للبنين في ضواحي كانكارا في ولاية كاتسينا شمال نيجيريا. حيث هاجمت عصابة من المسلحين على دراجات نارية مدرسة العلوم الحكومية الثانوية، في مكان يقيم به أكثر من 800 تلميذ، وذلك لأكثر من ساعة.
في 12 ديسمبر، قالت القوات المسلحة إنها عثرت على مخبأ العصابة في غابة وتبادلت إطلاق النار معهم.
في 13 ديسمبر شوهدت طائرة مجهولة الهوية من طراز بيتشكرافت سوبر كينغ إير آي إس آر 350 وهي تقوم بدوريات في منطقة كانو الشرقية بحثًا عن التلاميذ المفقودين. أقلعت طائرة بيتشكرافت سوبر كينغ إير من نيامي وقامت بدوريات في مجال كانو الجوي لأكثر من 10 ساعات. تم تعقب طائرة المهام الخاصة التي لم يتم تحديدها بعد باستخدام أدوات استخبارات مفتوحة المصدر، على الرغم من أنها منعت تتبع الوضع إس لإخفاء هويتها.
وفي 14 ديسمبر، قال حاكم كاتسينا أمينو بيلو مساري إن الخاطفين اتصلوا بهم وأن المفاوضات جارية للإفراج عن الطلاب. تم إصدار رسالة صوتية في 15 ديسمبر، يُزعم أنها من زعيم بوكو حرام أبو بكر شكوي تدعي أن الجماعة اختطفت الطلاب. مع ذلك لم يقدم الرجل أي دليل في التسجيل الصوتي. تم نشر مقطع فيديو لاحقًا يحمل شعار الجماعة يُزعم أنه يظهر مع بعض الأولاد المختطفين.
نفى وزير الإعلام لاي محمد ضلوع جماعة بوكو حرام في عملية الاختطاف، وقال إن الخطف قام به قطاع طرق. قال مسؤولون من كاتسينا وزامفارا في وقت لاحق إن عمليات الاختطاف نفذتها عصابات إجرامية تتكون في الغالب من رعاة سابقين من الفولاني أرادوا الانتقام من الآخرين من خلال الاختطاف. وشهد شمال غرب نيجيريا في السابق اشتباكات بين رعاة معظمهم من الفولاني ومزارعي الهوسا في الغالب. وقالوا لرويترز إنهم أجروا اتصالات مع الخاطفين من خلال عشيرتهم وجمعية مربي الماشية وأعضاء عصابة تم إصلاحهم. واتهم أفراد العصابة مجموعات الحراسة بقتل الرعاة وأخذ أبقارهم.
في 17 ديسمبر، قال المساري إنه تم إطلاق سراح 344 من الضحايا من مكان احتجازهم في غابة في ولاية زمفارا المجاورة.